# بايرون ستيفنسون
بايرون ستيفنسون (بالإنجليزية: Byron Stevenson)‏ (7 سبتمبر 1956 في المملكة المتحدة - 6 سبتمبر 2007 في المملكة المتحدة) هو لاعب كرة قدم بريطاني في مركز الدفاع. شارك مع منتخب ويلز لكرة القدم. أما مع النوادي، فقد لعب مع برمنغهام سيتي وليدز يونايتد ونادي بريستول روفيرز.

## وصلات خارجية
- بايرون ستيفنسون على موقع قاعدة بيانات كرة القدم.إي يو (الإنجليزية)
- بايرون ستيفنسون على موقع ناشيونال فوتبول تيمز (الإنجليزية)